# Bernardo Rucellai

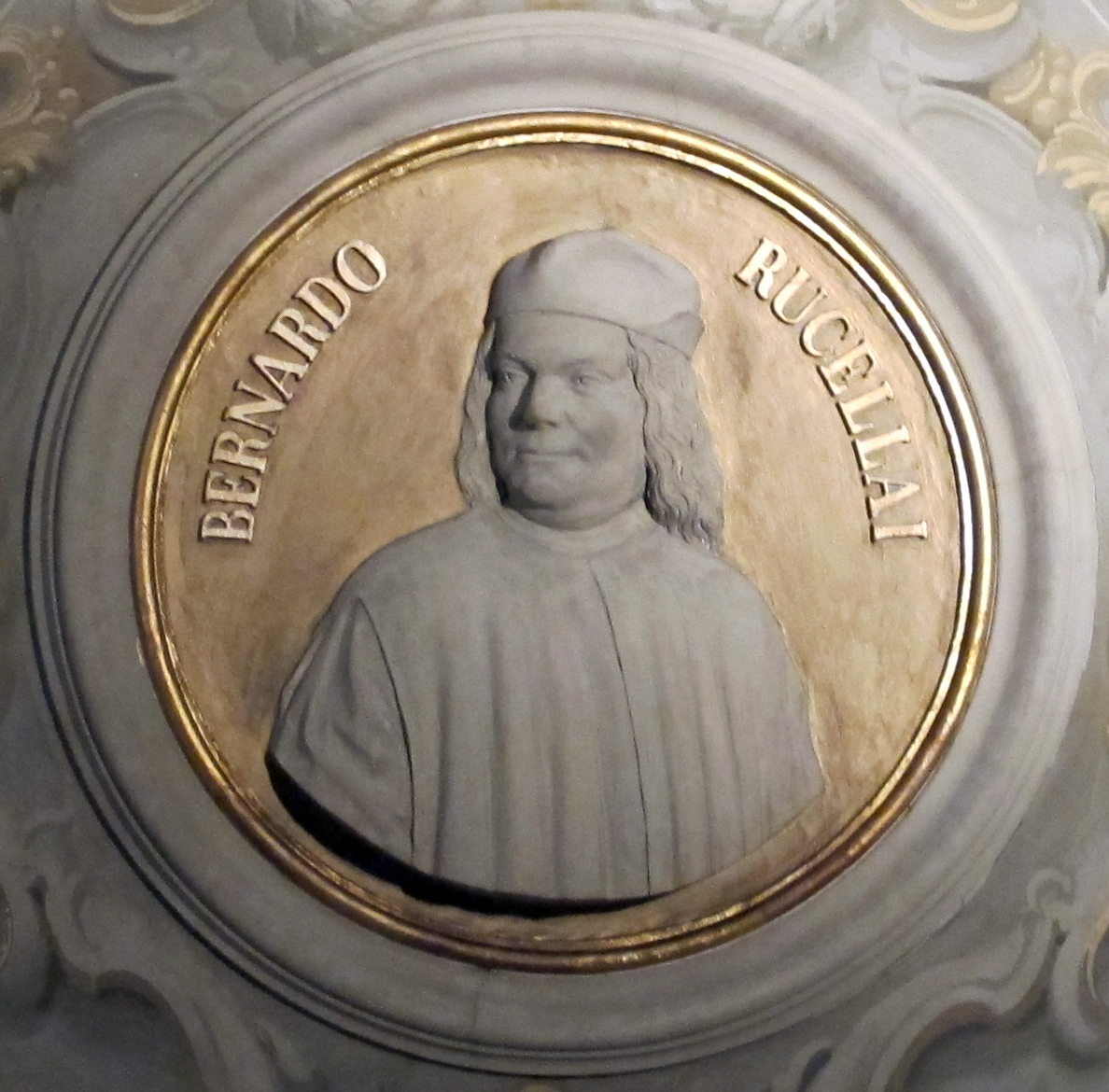
Bernardo Rucellai

Bernardo Rucellai (Florencia, 1448 - 1514) fue un escritor humanista italiano perteneciente a la familia Rucellai. 

## Biografía
Fue hijo de Juan Rucellai y como su padre ejerció cargos públicos, fue mecenas y escritor. 
En 1466 se casó con Nannina de Médici, hermana mayor de Lorenzo el Magnífico, emparentándose así las más importantes familias florentinas de la época. Su matrimonio quedó registrado en los anales de la historia por la magnificencia y opulencia de los festejos y banquete: fue celebrado en el Palacio Rucellai y de la rendición de cuenta de los proveedores que llegan a nuestros días, se conoce la enorme cantidad de víveres consumidos.
Abrió los jardines de su palacio, los Huertos Oricellari, a las más ilustres mentes de la época, como Gian Giorgio Trissino o Nicolás Maquiavelo, quien allí leyó sus "Discursos". En este lugar se reunió la Academia platónica florentina tras la muerte de Lorenzo el Magnífico en 1492. La Academia de los Huertos Oricellari se mantuvo gracias a sus hijos Palla y Juan pero tuvo altibajos debido a los discursos políticos que se exponían: a menudo se elevaban alabanzas a la República en contra del gobierno de los Médici, consiguiendo que dos veces se les acusara de conspiración, con los consiguientes castigos de los participantes (entre ellos Maquiavelo, aunque con penas menores).
Bernardo fue un diligente escritor, se le conocen De urbe Roma sobre la historia de la ciudad, De bello italico acerca de la expedición de Carlos VIII en Italia e Historia de bello pisano, sobre la guerra que llevó a la conquista de Pisa.